# Pavel Vinogradov
Pavel Vladimirovič Vinogradov (rusky Павел Владимирович Виноградов, * 31. srpna 1953 v Magadanu, Magadanské oblasti, RSFSR, SSSR) je od května 1992 ruský kosmonaut, člen oddílu kosmonautů RKK Eněrgija. Poprvé vzlétl do vesmíru v srpnu 1997 jako palubní inženýr 24. základní expedice na stanici Mir, v kosmu strávil šest měsíců. Podruhé se opět na půl roku vydal do vesmíru jako velitel Expedice 13 na Mezinárodní vesmírnou stanici (ISS). Třetí vesmírnou cestu, opět půlroční a opět na stanici ISS, zahájil koncem března 2013, byl členem Expedice 35 a velitelem Expedice 36. Ve vesmíru prožil 546 dní, 22 hodin a 33 minut.

## Život

### Mládí
Pavel Vinogradov se narodil v Magadanu na Dálném východě, dětství strávil v Anadyru na Čukotce, je ruské národnosti. Po ukončení střední školy v Anadyru roku 1970 nebyl přijat na Moskevský letecký institut (MAI), našel si práci soustružníka a roku 1971 se na MAI dostal. Absolvoval roku 1977, v oboru produkce letadel. Do roku 1983 zůstal v MAI, zabýval se zpracováním programů používaných k projektování mnohonásobně použitelných kosmických lodí. Roku 1980 získal druhý diplom na MAI v oboru systémová analýza a velké počítačové systémy. Současně externě spolupracoval s Institutem lékařsko-biologických problémů na programu Buran. Roku 1983 nastoupil v RKK Eněrgija, zde se zabýval přípravou programů posádek Sojuzů a palubních inženýrů Buranu.

### Kosmonaut
Žádost o vstup do oddílu kosmonautů NPO Eněrgija zaslal ještě jako pracovník MAI generálnímu konstruktérovi Eněrgije už roku 1981. Na jaře 1983 získal souhlas lékařské komise IMBP. Poté teprve začal pracovat v Eněrgiji. Roku 1984 složil technické zkoušky nutné pro vstup mezi kosmonauty, ale nenaplnil požadovanou tříletou dobu zaměstnání ve firmě. Proto se mohl zúčastnit až dalšího náboru roku 1987, opět prošel technickými i lékařskými testy, 21. října 1988 získal souhlas Hlavní lékařské komise k přípravě. Ale na zasedání Státní mezirezortní komise 29. prosince 1988 neměl podporu zástupců Eněrgije a nebyl doporučen k zařazení mezi kosmonauty. Nevzdal se, přihlásil se i do následujícího náboru a tentokrát na Státní komisi prošel (3. března 1992). Poté byl 13. května 1992 v Eněrgiji zařazen na pozici kandidáta na kosmonauta. Dvouletá všeobecná kosmickou příprava v Středisku přípravy kosmonautů J. A. Gagarina se pro zdravotní problémy protáhla, ukončil ji v únoru 1995, poté získal kvalifikaci zkušební kosmonaut.
Od února 1995 byl určen palubním inženýrem záložní posádky 20. základní expedice na Mir. Od října 1995 postoupil do hlavní posádky 22. základní expedice, ale v srpnu 1996 onemocněl velitel posádky Gennadij Manakov a hlavní posádku nahradila záložní.

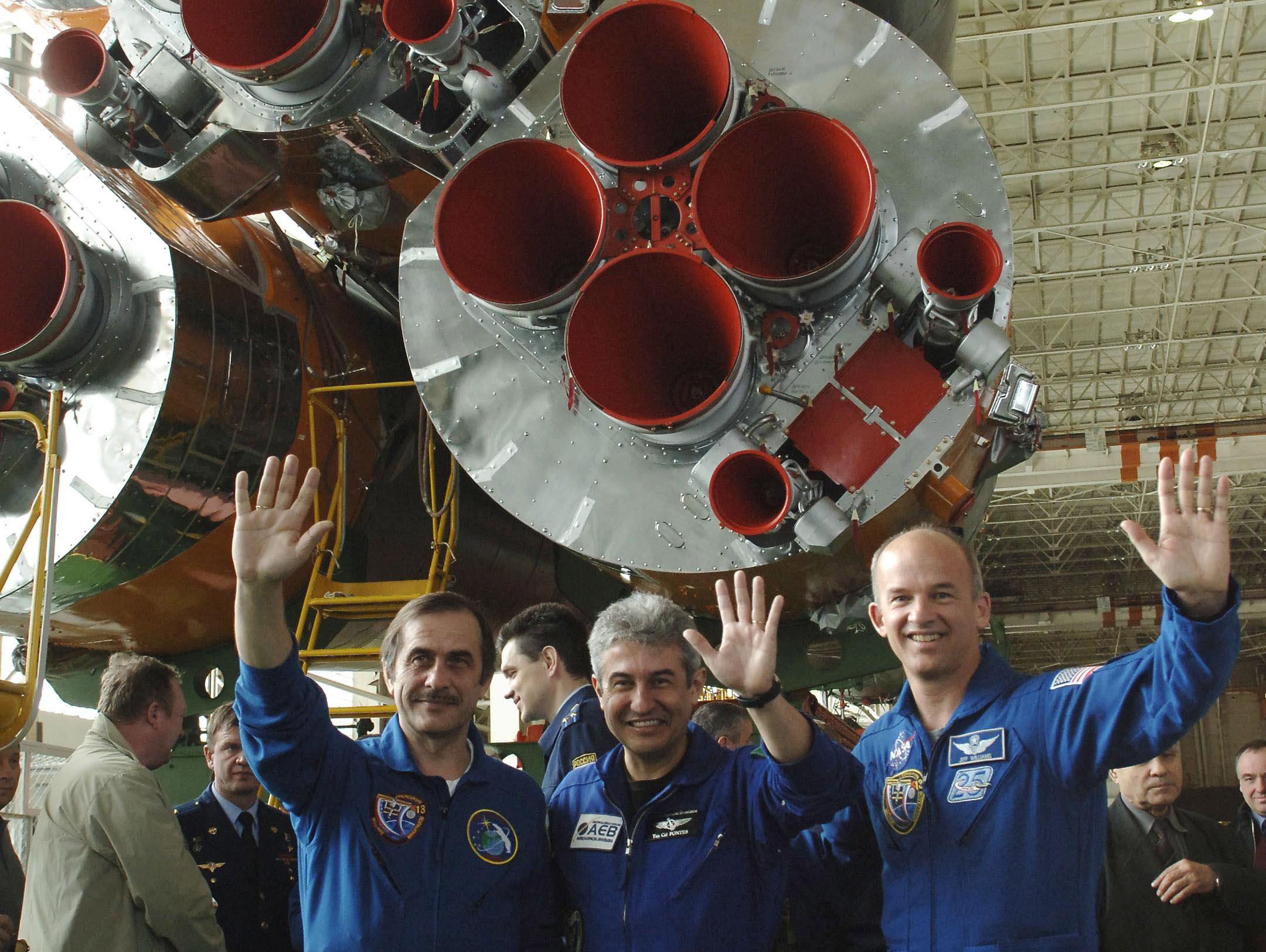
Posádka Sojuzu 13 Vinogradov, Pontes a Williams na Bajkonuru před raketou Sojuz. 29. března 2006.

Od srpna 1996 se připravoval v hlavní posádce 24. základní expedice, s Jurijem Gidzenkem (od října nahrazeným Anatolijem Solovjovem). Do vesmíru odstartovali z Bajkonuru 5. srpna 1997 na palubě Sojuzu TM-26. Na Miru vystřídali Vasilije Ciblijeva a Alexandra Lazutkina a strávili na stanici šest měsíců s postupně se vystřídavšími americkými astronauty Michaelem Foalem, Davidem Wolfem (přivezeným raketoplánem Atlantis) a Andrewem Thomasem (přivezeným raketoplánem Endeavour). Na Zem se Solovjov a Vinogradov vrátili po 197 dnech, 17 hodinách a 34 minutách letu.
Už v červenci 1997 byl vybrán do záložní posádky Expedice 3 na ISS ve funkci palubního inženýra, v únoru 1998 byl současně jmenován palubním inženýrem hlavní posádky Expedice 5. Ale v únoru 1999 byl v obou posádkách nahrazen Naděždou Kuželnou a převeden do programu Mir. Vytvořil s Saližanem Šaripovem záložní posádku 28. základní expedice (MIR) (letěla v dubnu – červnu 2000) a hlavní posádku 29. základní expedice (MIR), jejíž let byl nakonec v prosinci 2000 zrušen. Do zániku Miru v březnu 2001 byla dvojice Šaripov, Vinogradov udržována jako záložní pro případ mimořádné situace na Miru.
V listopadu 2002 byl zařazen do záložní posádky 5. návštěvní expedice a hlavní posádky 6. návštěvní expedice na ISS. Už v lednu následujícího roku byl odstraněn od přípravy ze zdravotních důvodů. V únoru 2003 se stal náčelníkem oddílu kosmonautů RKK Eněrgija.
V lednu 2004 byl určen velitelem Expedice 13. Ke svému druhému letu vzlétl 30. března 2006 v Sojuzu TMA-13 s americkým palubním inženýrem Jeffrey Williamsem a brazilským kosmonautem Marcosem Pontesem. Členové Expedice 13 – Vinogradov a Williams převzali stanici od dvojice William McArthur, Valerij Tokarev z Expedice 12, kteří po týdnu s Pontesem přistáli se Sojuzem TMA-7. V září 2006 Vinogradov s Williamsem předali stanici následníkům z Expedice 14 a 28. září přistáli na Zemi po 182 dnech, 22 hodinách a 43 minutách pobytu v kosmu.
V říjnu 2007 byl odvolán z funkce náčelníka oddílu kosmonautů Eněrgije a jmenován zástupcem náčelníka Zkušebního leteckého střediska RKK Eněrgija, při zachování statusu kosmonauta.
Aktivně se účastnil politiky. Roku 2003 byl zvolen do shromáždění rajonu Rjazanskij v Moskvě, koncem téhož roku neúspěšně kandidoval za Lidovou stranu do ruské Státní dumy, roku 2009 neuspěl ve volbách do Moskevské městské dumy na kandidátce Jednotného Ruska.
V prosinci 2010 byl zařazen do záložní posádky pro Expedici 33 se startem v září 2012 a hlavní pro Expedici 35/36, s plánovaným startem v březnu 2013. O dva měsíce později, 18. února jeho jmenování oficiálně potvrdila NASA. Do vesmíru odletěl 28. března 2013 jako velitel posádky Sojuzu TMA-08M společně s Alexandrem Misurkinem a Christopherem Cassidy. Na stanici pracoval jako palubní inženýr Expedice 35 a velitel Expedice 36. Dne 19. dubna podnikl s Romanem Romaněnkem výstup do kosmického prostoru v délce 6 hodin a 47 minut. Koncem letu oslavil ve vesmíru 60. narozeniny. Spolu s ostatními členy posádky Sojuzu TMA-08M přistál na Zemi 11. září 2013.